# SPAD S.XIV
SPAD S.XIV byl francouzský plovákový stíhací letoun zkonstruovaný společností Société Pour L'Aviation et ses Dérivés (SPAD) a užívaný Francouzským námořnictvem v době první světové války.

## Vznik a vývoj
Jednalo se o jednomístný dvouplošník poháněný motorem Hispano-Suiza 8Bc o výkonu 149 kW, vzniklý úpravou pozemního stíhacího letounu SPAD S.XII na plovákový stroj. Trup zůstal shodný, ale ocasní plochy byly zvětšeny, a zvětšilo se i rozpětí křídel a jejich plocha. Vzhledem ke zvětšení rozpětí došlo ke změně systému mezikřídelních vzpěr na dvoukomorový. Typ na plovákový letoun tehdejšího období vykazoval mimořádné výkony.
Vyrobeno bylo 40 kusů, které byly do roku 1918 užívány francouzským námořním letectvem. Dalším vývojem vznikl projekt varianty s kolovým podvozkem SPAD XXIV, která měla sloužit jako stíhací palubní letoun námořního letectva, ale již nebyla sériově vyráběna, vzhledem ke skončení války.

## Uživatelé
- Francie
  - Aéronavale

## Specifikace (S.XIV)
Údaje dle aviafrance.com

### Technické údaje
- Posádka: 1
- Délka: 7,40 m
- Rozpětí: 9,80 m
- Výška: 4 m
- Nosná plocha: 26,20 m²
- Prázdná hmotnost: 770 kg
- Vzletová hmotnost: 1 060 kg
- Pohonná jednotka: 1 × osmiválcový vidlicový motor Hispano-Suiza 8Bc
- Výkon pohonné jednotky: 149 kW (200 hp)

### Výkony
- Maximální rychlost: 205 km/h
- Dolet: 249,4 km
- Dostup: 4998,7 m

### Výzbroj
- 1 × synchronizovaný kulomet Vickers ráže 7,7 mm
- 1 × kanón Puteaux ráže 37 mm střílející dutou hřídelí vrtule